# Démocratie libérale (parti politique)
Pour les articles homonymes, voir Démocratie libérale (homonymie).
Démocratie libérale (DL) est un parti politique français, fondé en 1997 et dissous en 2002. Classé au centre droit voire à droite de l’échiquier politique, il est présidé par Alain Madelin durant son existence.
Issu du Parti républicain, Démocratie libérale est d’abord membre de l'Union pour la démocratie française, avant de prendre son autonomie et de connaître une scission en 1998, lorsque le parti soutient l’élection de présidents de conseils régionaux UDF avec les voix du Front national.
Aux élections européennes de 1999, le parti noue une alliance avec le RPR qui n’est pas un succès.
Alain Madelin se porte ensuite candidat à l’élection présidentielle de 2002, où il obtient 3,9 % des suffrages exprimés alors que la majorité des élus de son parti s’était ralliée à Jacques Chirac. DL se dissout peu après dans l'Union pour un mouvement populaire (UMP).

## Filiation et lancement

### Héritière d'un parti en déclin
Immédiatement après les élections législatives anticipées de 1997, qui voient la victoire de la gauche plurielle, le Parti républicain (PR) annonce réunir une convention extraordinaire. Fondé en 1977 par le président de la République Valéry Giscard d'Estaing à la suite des Républicains indépendants et présidé par François Léotard, le Parti républicain est une composante importante de l’Union pour la démocratie française (UDF), une coalition de centre droit lancée par Giscard d'Estaing en 1978 et dont Léotard prend la tête en 1996 face à Alain Madelin.
Le Parti républicain est alors en pleine difficulté. Impliqué dans des affaires de financement occulte, il n’a plus réellement de chefs de file — François Léotard se consacrant à la direction et l’UDF, Gérard Longuet étant poursuivi en justice et Alain Madelin se tenant en retrait — et a subi le départ des giscardiens en 1995 avec la création du Parti populaire pour la démocratie française (PPDF) par Hervé de Charette. Alors qu’il revendiquait 80 000 adhérents au début des années 1990, il n'en compterait plus que 33 000 en 1997. En outre, à la suite des élections législatives, le parti compte pour la première fois de son histoire moins d’élus que Force démocrate (FD), l’autre composante notable de l’UDF, moins à droite que le PR.

### Élargissement au-delà du PR
La convention nationale statutaire et extraordinaire du Parti républicain se tient à Levallois-Perret (Hauts-de-Seine) moins d’un mois après le second tour des élections législatives, le 24 juin 1997.
L’événement consacre un élargissement du parti, qui rallie des membres issus d'autres composantes de l'UDF, notamment des ex-adhérents directs — tels que Charles Millon ou Marc Laffineur —, des membres du PPDF, comme Jean-Pierre Raffarin, Dominique Bussereau ou Jean-François Mattei, un dissident notable de Force démocrate en la personne de Claude Goasguen, ou encore des membres de la « société civile », à l'instar du juge Thierry Jean-Pierre,. Le PR intègre également le club Idées Action d’Alain Madelin, pour qui la campagne menée par l’UDF aux dernières élections législatives n’était pas suffisamment à droite et qui menaçait de faire scission.

### Prise de contrôle par Alain Madelin

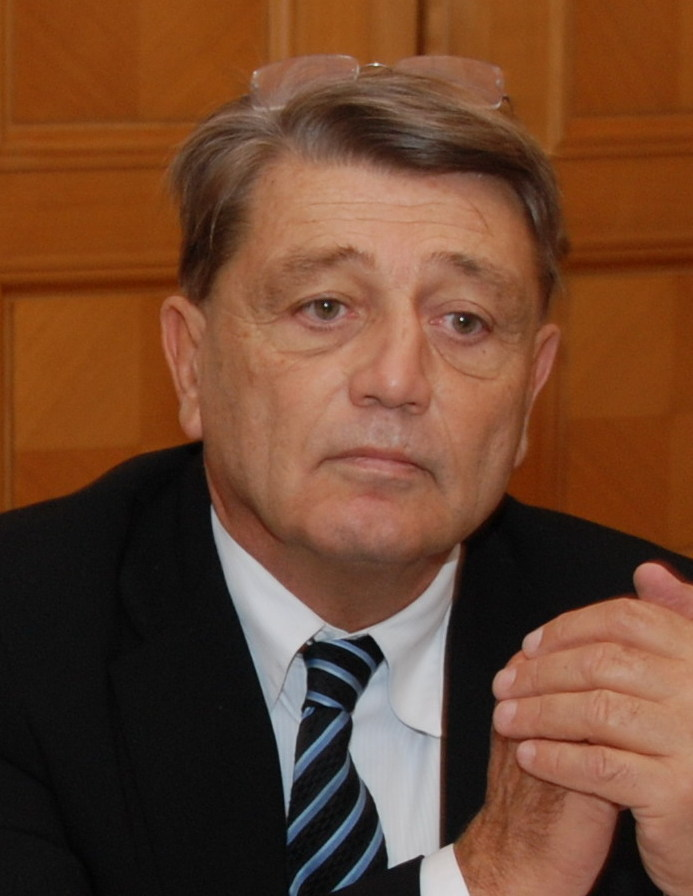
Alain Madelin, président-fondateur de Démocratie libérale.

Craignant une scission de l’UDF, François Léotard consent à confier la présidence du groupe UDF à l’Assemblée nationale à François Bayrou (FD) et à soutenir son ancien rival Alain Madelin pour lui succéder à la tête du PR, marquant au passage la réconciliation des chiraquiens (Madelin) et des balladuriens (Léotard). Avec 59,9 % des suffrages exprimés, Madelin est élu contre Gilles de Robien (37,3 %), ancien président du groupe UDF à l'Assemblée, et Philippe Mathot (2,8 %), ancien député des Ardennes qui se présentait comme « le représentant des jeunes et des militants de base ». Tenant de l’aile gauche du parti, hostile à un libéralisme purement économique, Gilles de Robien réalise un score jugé honorable à l’issue d'une campagne très courte,.
À l’issue de la convention, le Parti républicain est renommé « Démocratie libérale, républicains indépendants et républicains », dite « Démocratie libérale » (DL). Son logo est un dauphin, en guise de métaphore du rebond.

## Stratégies et participations électorales

### Élections régionales, départ de l’UDF et scission (1998)
À la suite des élections régionales de mars 1998, la direction de Démocratie libérale, qui comprend plusieurs anciens militants de groupes étudiants d'extrême droite (dont Alain Madelin lui-même), soutient l'élection de présidents de conseils régionaux UDF avec les voix du Front national (Jean-Pierre Soisson en Bourgogne, Jacques Blanc en Languedoc-Roussillon, Charles Baur en Picardie et Charles Millon en Rhône-Alpes). Cette consigne, qui vise à empêcher la victoire de candidats de gauche, s'oppose à celle donnée par les instances de l’UDF. Jacques Blanc est exclu de cette dernière mais pas de Démocratie libérale, qui le met simplement « en congé »,.
Dans ce contexte, François Bayrou, président de Force démocrate, propose à Démocratie libérale de constituer « un grand parti du centre », en remplacement de l’UDF, pour contrer le FN. Exprimant son refus de « dissoudre la famille libérale » dans un « centre mou », Alain Madelin fait adopter par DL, qui le suit à 84,2 % des voix, une motion indiquant que « le pacte fondateur de l'UDF est devenu caduc ». Pour sauver la confédération, François Léotard propose alors la fusion de ses composantes, tandis que Gérard Longuet et Alain Lamassoure militent au sein de DL pour sa survie. Finalement, le 16 mai 1998, le parti d’Alain Madelin quitte l’UDF et devient indépendante, tout en acceptant de rester dans l’Alliance pour la France, une coalition entre le RPR de Philippe Séguin et l'UDF qui sera éphémère,.

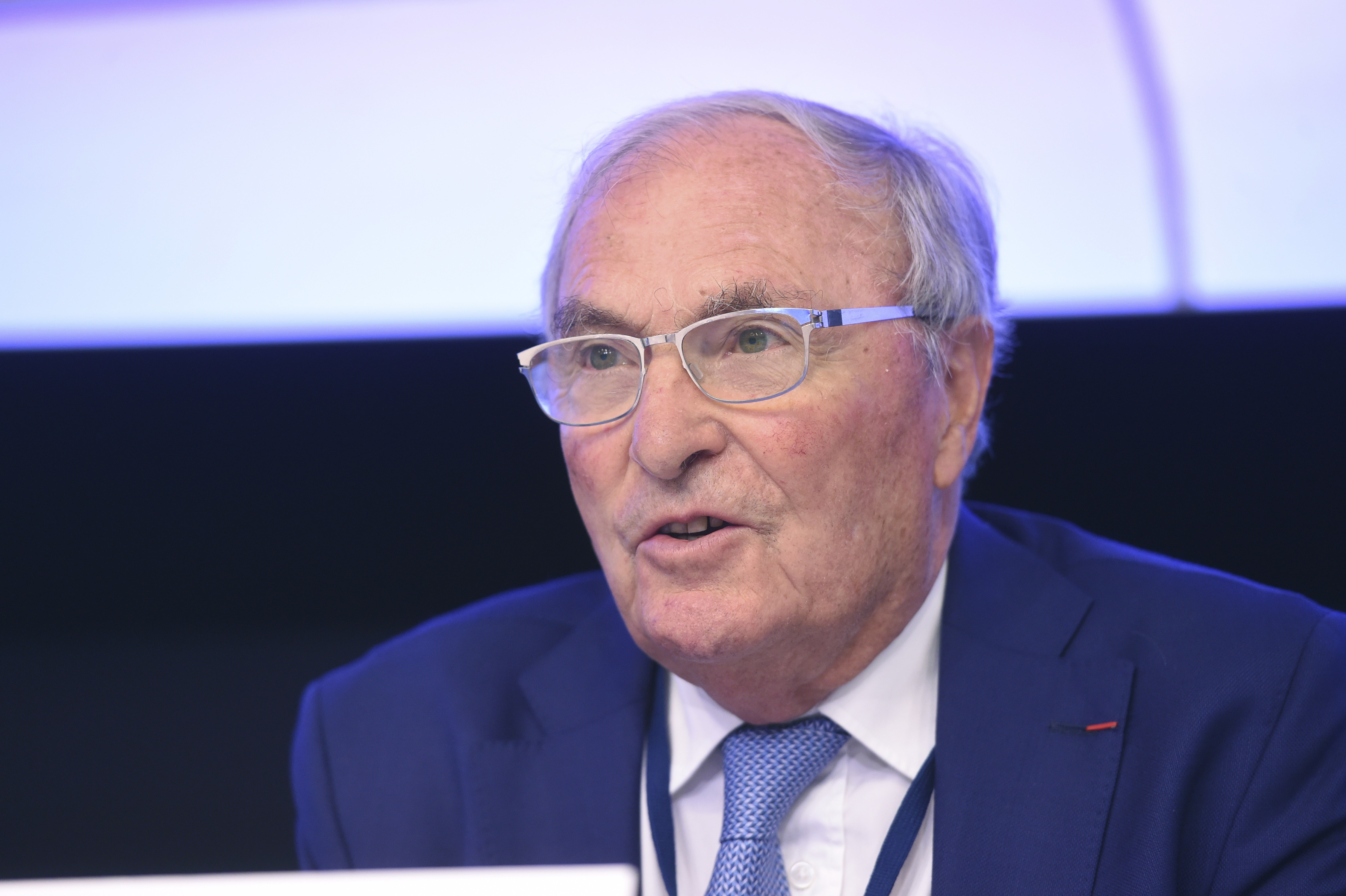
Jacques Blanc, dont l’adhésion au groupe DLI à l’Assemblée nationale contribue à une scission au sein de Démocratie libérale.

Le 25 mai 1998, trente députés, majoritairement issus du groupe UDF (dont Alain Madelin), forment un nouveau groupe à l'Assemblée nationale, intitulé Démocratie libérale et indépendants (DLI),. Le Journal officiel du 8 août suivant indique que le groupe compte désormais parmi ses membres Jacques Blanc, exclu de l’UDF et suspendu de Démocratie libérale, qui connaît alors une scission. Au 12/13 de France 3 du 14 août, Gilles de Robien déchire sa carte d’adhérent, dénonçant un « acte de complicité très clair » avec l’extrême droite. Des membres-fondateurs du parti hostiles à Jacques Blanc et qui étaient favorables au maintien du parti au sein de l’UDF créent alors le Pôle républicain, indépendant et libéral (PRIL) : c’est notamment Gilles de Robien, Alain Lamassoure, Renaud Donnedieu de Vabres, François Sauvadet, Jean-Pierre Fourcade, tandis que François Léotard et Gérard Longuet s’y associent. Proches de cette ligne, les parlementaires Jean-Pierre Raffarin, Dominique Bussereau, Denis Jacquat et Jean-François Mattei constituent un éphémère « Courant libéral et réformateur » au sein de DL.
En novembre 1999, Jean-Pierre Soisson, élu en 1998 à la présidence du conseil régional de Bourgogne grâce à des voix du FN puis réélu avec les voix de gauche, s’apparente au groupe. D’une façon générale, les députés DLI revendiquent une certaine indépendance par rapport au parti, en particulier au fil des années. À la fin de la XIe législature, en 2002, le groupe compte 43 députés, contre 30 à ses débuts,.

### Alliance avec le RPR aux élections européennes (1999)

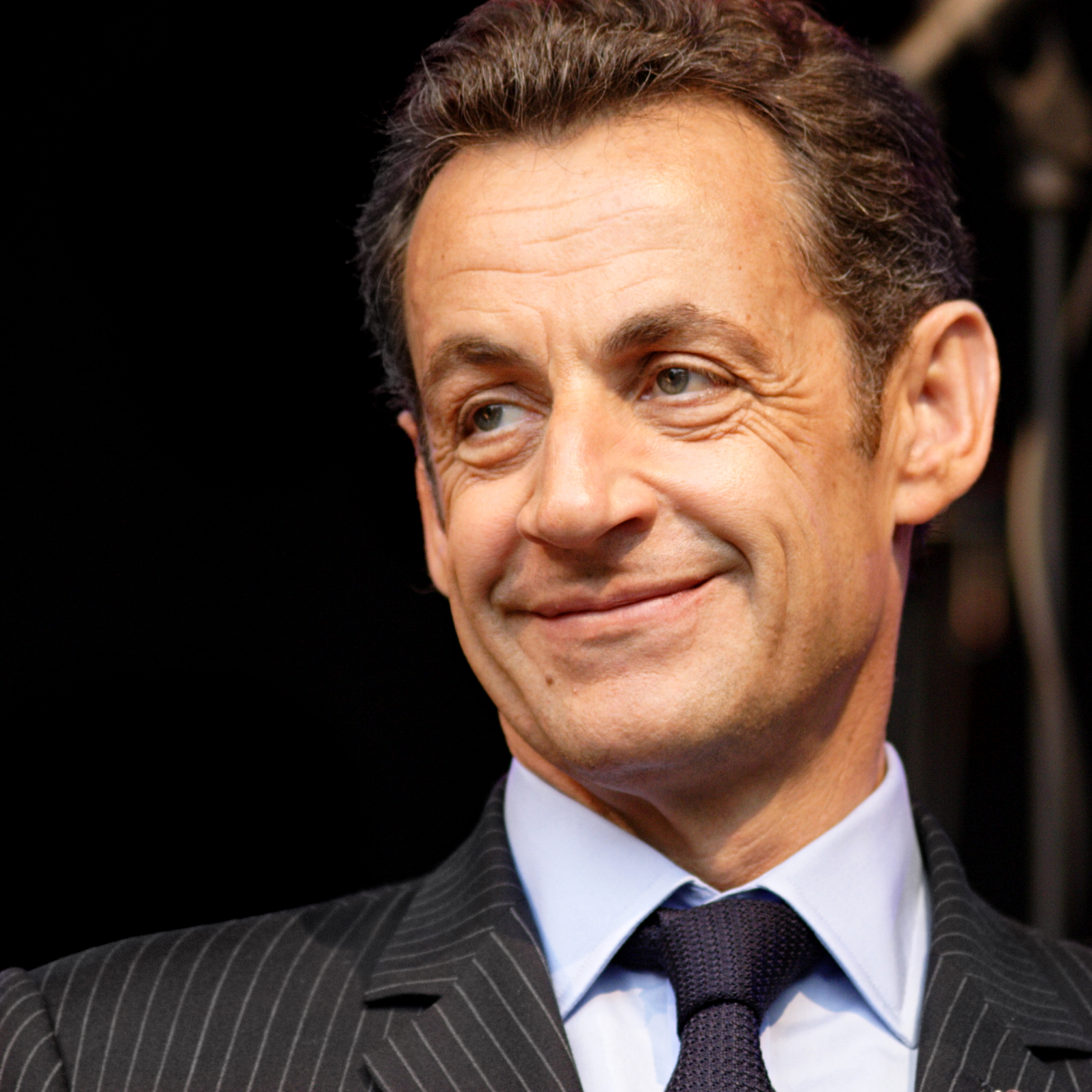
Nicolas Sarkozy, avec qui Alain Madelin conduit la liste RPR-DL aux élections européennes de 1999.

Lors des élections européennes de 1999, Démocratie libérale fait liste commune avec le RPR. Alain Madelin doit ainsi figurer en deuxième position sur une liste conduite par le président du parti gaulliste, Philippe Séguin, qui défend un discours social. Alors qu’il a des relations relativement froides avec le président de DL, Séguin estime ne pas être suffisamment soutenu par la droite et démissionne à moins de deux mois avant le scrutin. Nicolas Sarkozy, qui présente un profil plus proche de Madelin, le remplace. Mais le nouveau duo peine à marginaliser la liste de droite eurosceptique de Charles Pasqua et Philippe de Villiers, lui-même ancien du Parti républicain.
Finalement, la liste Sarkozy-Madelin arrive en troisième position avec 12,8 % des suffrages exprimés, soit un score en deçà de ce que lui laissaient espérer les sondages. La liste Pasqua-Villiers finit deuxième avec 13,1 %, tandis que celle conduite par François Bayrou obtient 9,3 %. Sur douze élus de la liste RPR-DL, cinq sont issus de DL : Alain Madelin, Françoise Grossetête (vice-présidente du parti), Thierry Jean-Pierre (trésorier), Hervé Novelli (délégué général) et Tokia Saïfi. Tous siègent au sein du groupe PPE-DE.
En octobre 1999, seul candidat, Alain Madelin est réélu à la tête du parti pour un second mandat, recueillant 98,3 % des suffrages exprimés au terme d’un scrutin s’étant déroulé de façon décentralisée dans les fédérations départementales.

### Isolement et échec d’Alain Madelin (2000-2002)
Consécutivement à l’échec de l’union avec le RPR aux élections européennes, Alain Madelin opte pour une stratégie d’autonomie de Démocratie libérale.
En raison de sa défaite aux élections municipales partielles de septembre 2000 à Ajaccio, José Rossi, président de l’Assemblée de Corse, annonce sa démission de la tête du groupe Démocratie libérale et indépendants. Le modéré Jean-François Mattei, partisan d’une union de l’opposition de droite, lui succède après avoir devancé Dominique Dord, tenant d’une refondation de DL, et François d'Aubert, un proche d’Alain Madelin. L’ampleur de l’échec du candidat soutenu par les « madelinistes », José Rossi compris, est décrit par la presse comme un véritable camouflet pour la ligne de ces derniers au sein du parti.

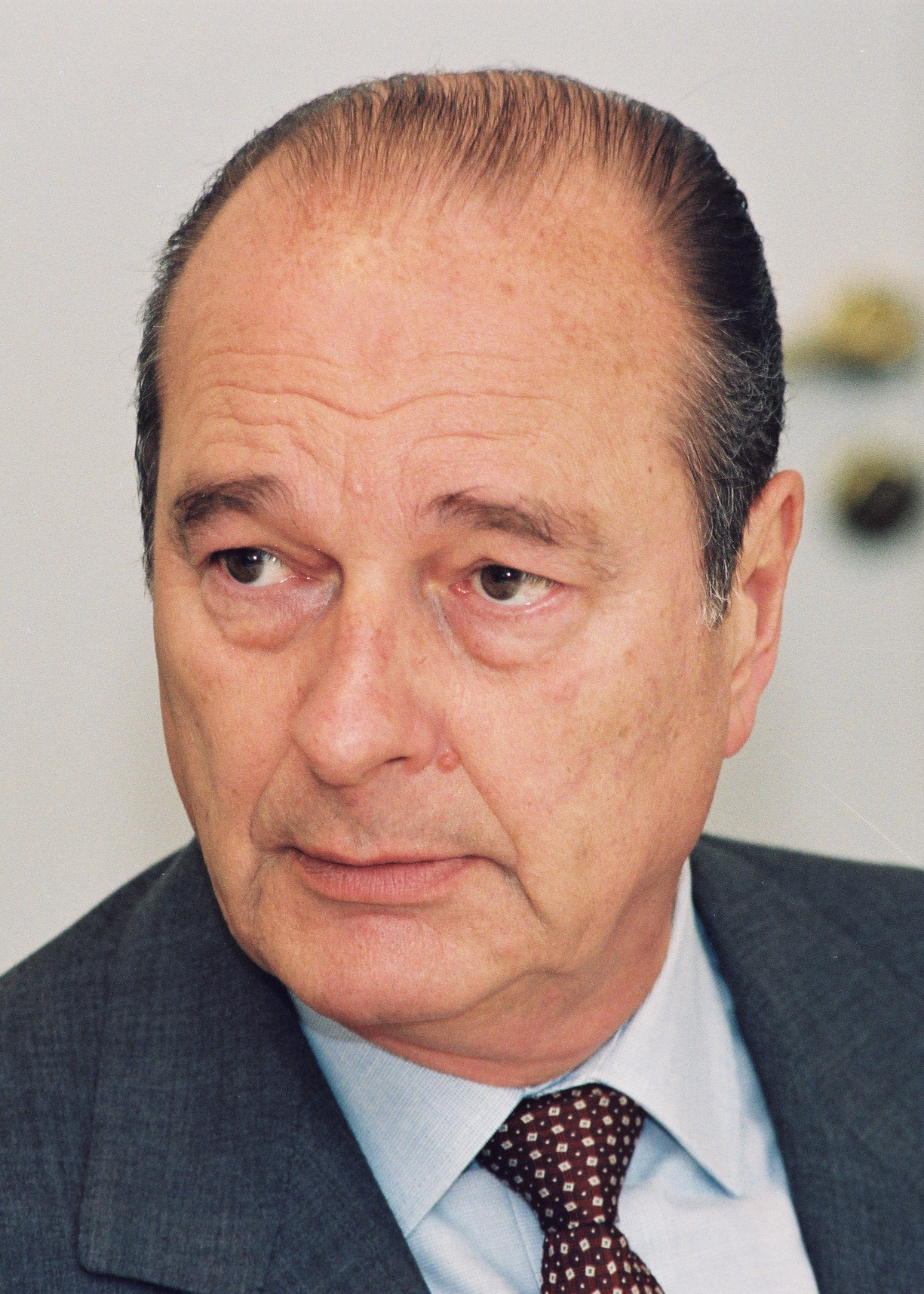
Lors de la campagne présidentielle de 2002, le président sortant, Jacques Chirac, reçoit le soutien de la majorité des parlementaires de Démocratie libérale, Alain Madelin se repliant sur une poignée de fidèles.

Le 22 novembre 2000, Alain Madelin annonce qu’il entend être candidat à l'élection présidentielle de 2002 en promettant une réforme constitutionnelle pour mettre fin à l’« extraordinaire concentration des pouvoirs au sommet de l'État ». Il prend pour directeur de campagne Hervé Novelli et pour porte-parole Thierry Jean-Pierre,. Vanessa Schneider de Libération indique qu’il entend « attirer à la fois les adeptes de la nouvelle économie et les partisans d'une droite dure », aidé sur ce dernier point par le soutien de Charles Millon, qui a lancé la Droite libérale-chrétienne.
Dès l’annonce de son entrée dans la course à l’Élysée, Alain Madelin suscite le scepticisme de figures de DL, comme Jean-Pierre Raffarin, président du conseil régional de Poitou-Charentes et proche de Jacques Chirac, qui dénonce « un exercice de funambule périlleux ». Alors qu'il est entré en campagne très tôt, Madelin est progressivement abandonné par la plupart des élus de son parti, qui rallient la candidature de Jacques Chirac. Le 27 février 2002, conduits par les présidents de groupes à l’Assemblée nationale Philippe Douste-Blazy (UDF) et Jean-François Mattei (DL), 109 parlementaires centristes, dont 34 des 43 députés de DL, ainsi que 24 de ses sénateurs, signent dans Le Figaro un appel à voter pour le président de la République sortant, faisant ainsi écho à l’« appel des 43 » de 1974 ; ces élus militent également pour une formation unique de la droite avec l’Union en mouvement (UEM).
La fin de la campagne ne joue pas en faveur de Madelin, la sécurité apparaissant comme le thème principal, au détriment de l’économie. Le 21 avril, à l’issue d’un premier tour de scrutin marqué par une forte abstention, il termine en dixième position (sur seize candidats) avec 3,91 % des suffrages exprimés (1,11 million de voix), réalisant son meilleur score à Paris (6,50 %). Il arrive près de trois points derrière François Bayrou (6,84 %) et ne parvient pas à franchir la barre des 5 % lui permettant d’obtenir un remboursement substantiel de ses frais de campagne. Il appelle à la mise en place d'une « droite plurielle » au soir du premier tour, puis appelle à voter pour Jacques Chirac face à Jean-Marie Le Pen en vue du second tour. Selon une étude Ipsos, 88 % de ses électeurs suivent sa consigne.

## Derniers mois et fusion dans l’UMP
Le 24 avril 2002, trois jours après le premier tour de l’élection présidentielle, 39 députés DL sur 43 signent un texte en faveur de l'Union pour la majorité présidentielle (UMP), une formation lancée la veille par des partisans de Jacques Chirac sur le modèle fédérateur de l’Union en mouvement (UEM). Seuls Alain Madelin, François d'Aubert, François Goulard et Joël Sarlot refusent de signer l’appel.

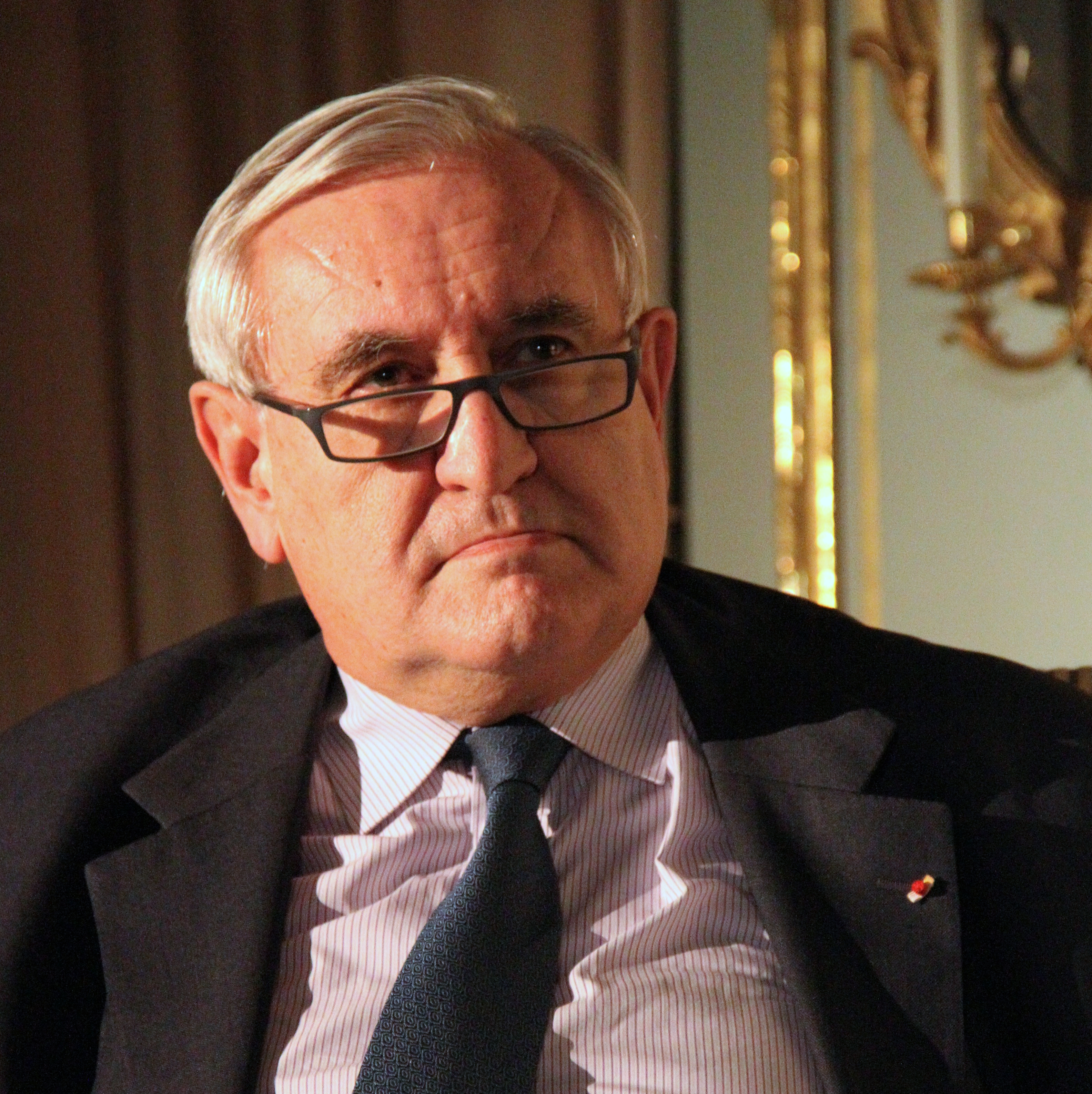
Jean-Pierre Raffarin, vice-président de DL nommé Premier ministre en mai 2002.

Jean-Pierre Raffarin, vice-président de Démocratie libérale, est nommé Premier ministre le 6 mai par Jacques Chirac, largement élu pour un second mandat face à Jean-Marie Le Pen. Dans un entretien accordé à France-Soir juste avant le premier tour du scrutin présidentiel, Alain Madelin s’était implicitement porté candidat à la tête du gouvernement, se prévalant des études d'opinion qui le plaçaient au deuxième rang des « premiers-ministrables », après Alain Juppé ; il sort cependant affaibli de l’élection et pèse moins qu’espéré dans la recomposition de la droite.
Avec le RPR et les dissidents de l'UDF menée par Philippe Douste-Blazy, Démocratie libérale participe aux élections législatives de juin 2002 au sein de l’Union pour la majorité présidentielle, qui remporte la majorité absolue à l'Assemblée nationale. Seuls deux députés sont élus sous la seule étiquette du parti : Alain Madelin et François d'Aubert. La disparition de DL apparaît alors proche : ses locaux sont vidés et ses employés licenciés, étant envoyés à l'UMP ou dans des ministères. De son côté, Alain Madelin refuse d’entrer au gouvernement ou d’animer un courant au sein du nouveau grand parti de droite.
Au cours d’une convention nationale extraordinaire de Démocratie libérale se tenant le 21 septembre 2002 à Paris, il est annoncé que les militants de DL ont adopté la motion d'Alain Madelin autorisant la fusion au sein de l'UMP par 15 770 voix pour (84,3 %) et 2 930 voix contre (15,7 %). Le parti s’autodissout formellement le 17 novembre 2002, lors du congrès fondateur de l’Union pour un mouvement populaire (nouvelle dénomination de l’Union pour la majorité présidentielle), qui réunit également le RPR et la frange « unioniste » de l’UDF, sous la présidence d’Alain Juppé.

## Idéologie
Sous l'influence d’Alain Madelin, Démocratie libérale défend avant tout le libéralisme économique. C’est un point de différence avec des personnalités comme Gilles de Robien, candidat à la présidence du parti en 1997, et avec l’autre principale composante de l’UDF de l’époque, Force démocrate, qui apparaît plus centriste et démocrate-chrétienne.

## Personnalités

### Président
| Début          | Fin              | Nom           | Élection                                             |
| -------------- | ---------------- | ------------- | ---------------------------------------------------- |
| 24 juin 1997   | 9 octobre 1999   | Alain Madelin | 59,9 % Gilles de Robien 37,3 % Philippe Mathot 2,8 % |
| 9 octobre 1999 | 17 novembre 2002 | Alain Madelin | 98,3 % (seul candidat)                               |

### Présidents de groupes parlementaires
Assemblée nationale
- 1997-1998 : groupe Union pour la démocratie française (UDF) :
  - François Bayrou

- 1998-2002 : groupe Démocratie libérale et indépendants (DLI) :
  - 1998-2000 : José Rossi
  - 2000-2002 : Jean-François Mattei
  - juin 2002 : François d'Aubert

Sénat
- Groupe des Républicains et indépendants (RI) : Henri de Raincourt

### Premier ministre et ministre
Dans les gouvernements Raffarin I et Raffarin II, outre le Premier ministre lui-même (Jean-Pierre Raffarin), une seule personnalité issue de DL (sur quinze ministères, hors ministres délégués et secrétaires d'État) occupe des responsabilités : il s'agit de Jean-François Mattei, ministre de la Santé, de la Famille et des Personnes handicapées.

### Présidents de conseils régionaux
- Basse-Normandie : René Garrec (1986-2004, DL de 1997 à 2002)
- Bourgogne : Jean-Pierre Soisson (1998-2004, apparenté DL jusqu'en 2002)
- Centre-Val de Loire :
  - Maurice Dousset (1986-1998, DL à partir de 1997)
  - Bernard Harang (mars - avril 1998, démissionne à la suite de son élection avec les voix du FN)
- Franche-Comté : Pierre Chantelat (1988-1998, DL à partir de 1997)
- Languedoc-Roussillon : Jacques Blanc (1986-2004, DL de 1997 à 2002)
- Lorraine : Gérard Longuet (1992-2004, DL de 1997 à 1998)
- Midi-Pyrénées : Marc Censi (1988-1998, DL à partir de 1997)
- Poitou-Charentes : Jean-Pierre Raffarin (1988-2002, DL à partir de 1997)
- Provence-Alpes-Côte d'Azur : Jean-Claude Gaudin (1986-1998, DL à partir de 1997)